# Précocité
La précocité est le fait pour un organisme vivant d'atteindre son état de maturité plus rapidement que la moyenne de l'espèce ou que d'autres espèces.
On parle de précocité :
- en agriculture pour désigner des variétés de végétaux cultivés qui ont un développement particulièrement rapide et qui sont souvent mûrs avant la saison normale ;
- en zoologie, c'est l'aptitude d'un animal à atteindre rapidement l'âge adulte. En élevage, cela désigne des races d'animaux domestiques à croissance et à rythme de reproduction rapide ;
- le terme est également employé dans le domaine du développement humain, pour désigner les enfants dont le développement intellectuel est plus rapide que celui de la moyenne des enfants du même âge. Voir précocité intellectuelle ;
- on parle de puberté précoce lorsque la puberté intervient avant l'âge normal.